# Trinidad (Bohol)
Trinidad is een gemeente in de Filipijnse provincie Bohol op het gelijknamige eiland. Bij de census van 2015 telde de gemeente bijna 32 duizend inwoners.

## Geografie

### Bestuurlijke indeling
Trinidad is onderverdeeld in de volgende 20 barangays:
| - Banlasan - Bongbong - Catoogan - Guinobatan - Hinlayagan Ilaud - Hinlayagan Ilaya - Kauswagan - Kinan-oan - La Union - La Victoria | - Mabuhay Cabigohan - Mahagbu - Manuel M. Roxas - Poblacion - San Isidro - San Vicente - Santo Tomas - Soom - Tagum Norte - Tagum Sur |

## Demografie
Trinidad had bij de census van 2015 een inwoneraantal van 31.956 mensen. Dit waren 3.128 mensen (10,9%) meer dan bij de vorige census van 2010. Ten opzichte van de census van 2000 was het aantal inwoners gegroeid met 6.273 mensen (24,4%). De gemiddelde jaarlijkse groei in die periode kwam daarmee uit op 1,44%, hetgeen lager was dan het landelijk jaarlijks gemiddelde over deze periode (1,84%).

De bevolkingsdichtheid van Trinidad was ten tijde van de laatste census, met 31.956 inwoners op 195,3 km², 163,6 mensen per km².

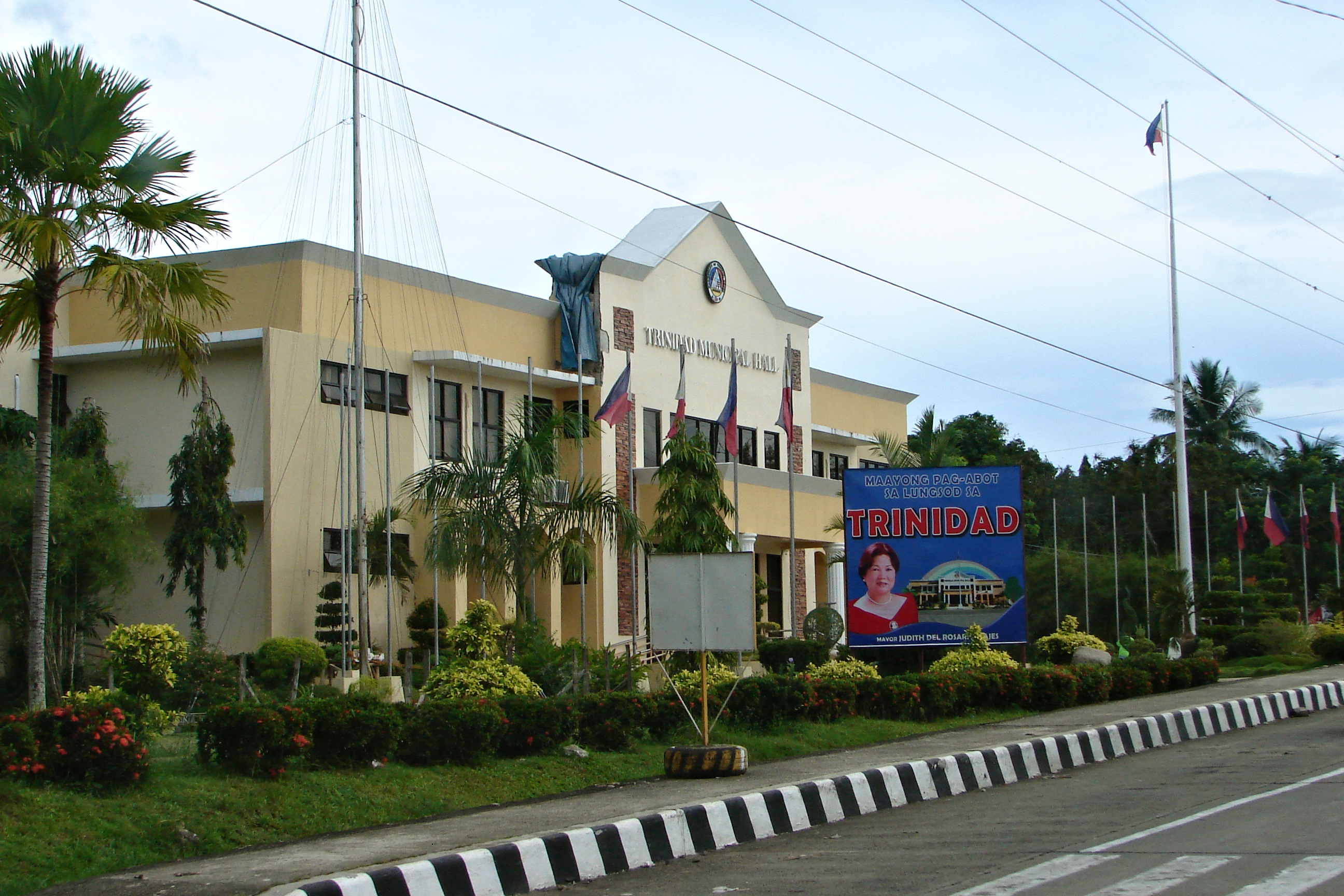
Raadhuis

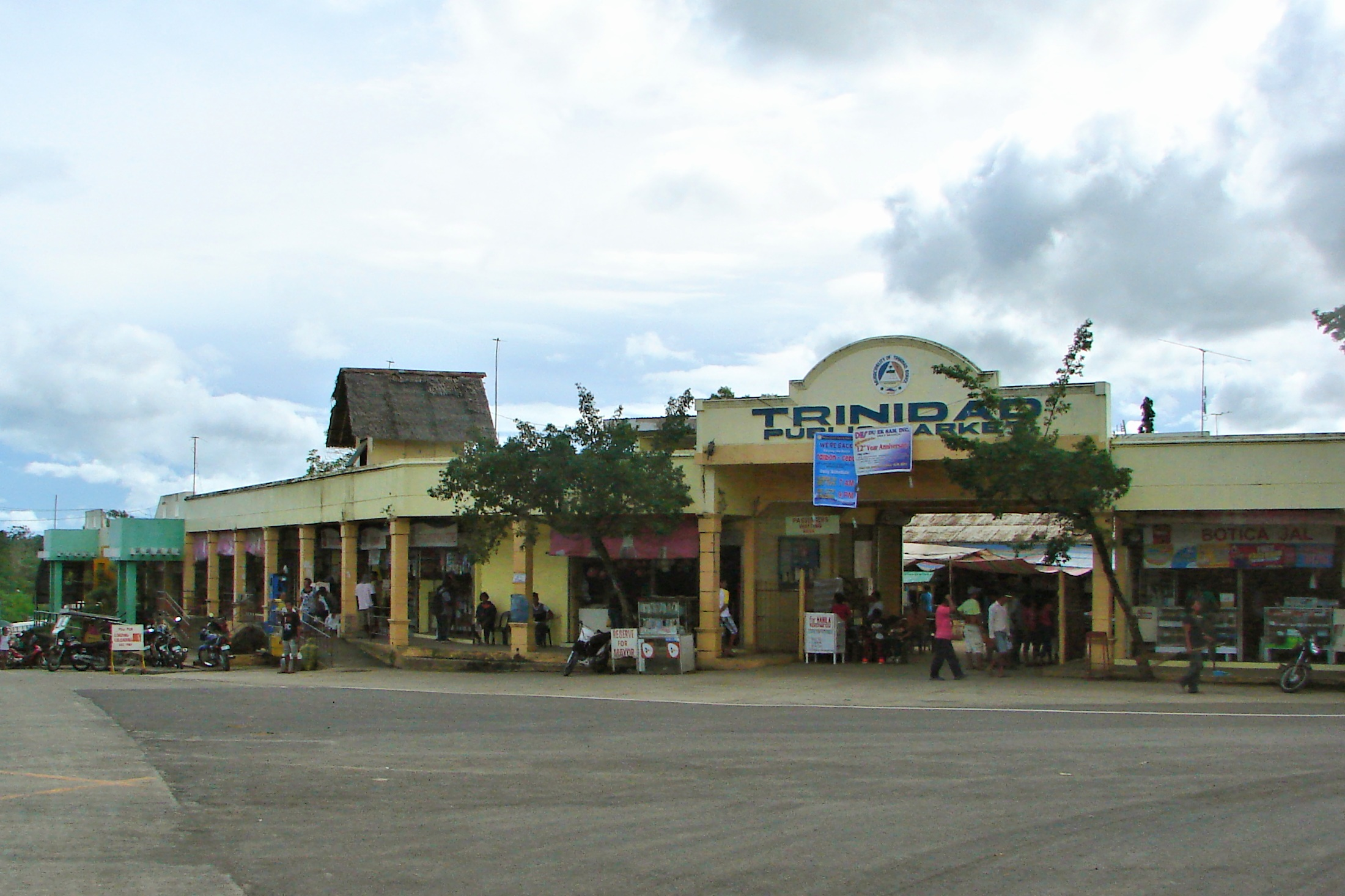
Openbare markt